# An den Lichtwiesen
An den Lichtwiesen bezeichnet einen Statistischen Bezirk im Stadtviertel Darmstadt-Ost. 

## Sehenswürdigkeiten
- Alter Friedhof
- Forsthaus Böllenfalltor
- Georg-Büchner-Schule
- Landschaftspark Lichtwiese
- Stadion am Böllenfalltor
- Sporthalle am Böllenfalltor
- Studentendorf (Darmstadt)
- Campus Lichtwiese der Technischen Universität Darmstadt
- Tierbrunnen
- Vivarium Darmstadt